# Royaume de Bourges
1418/1422–1437

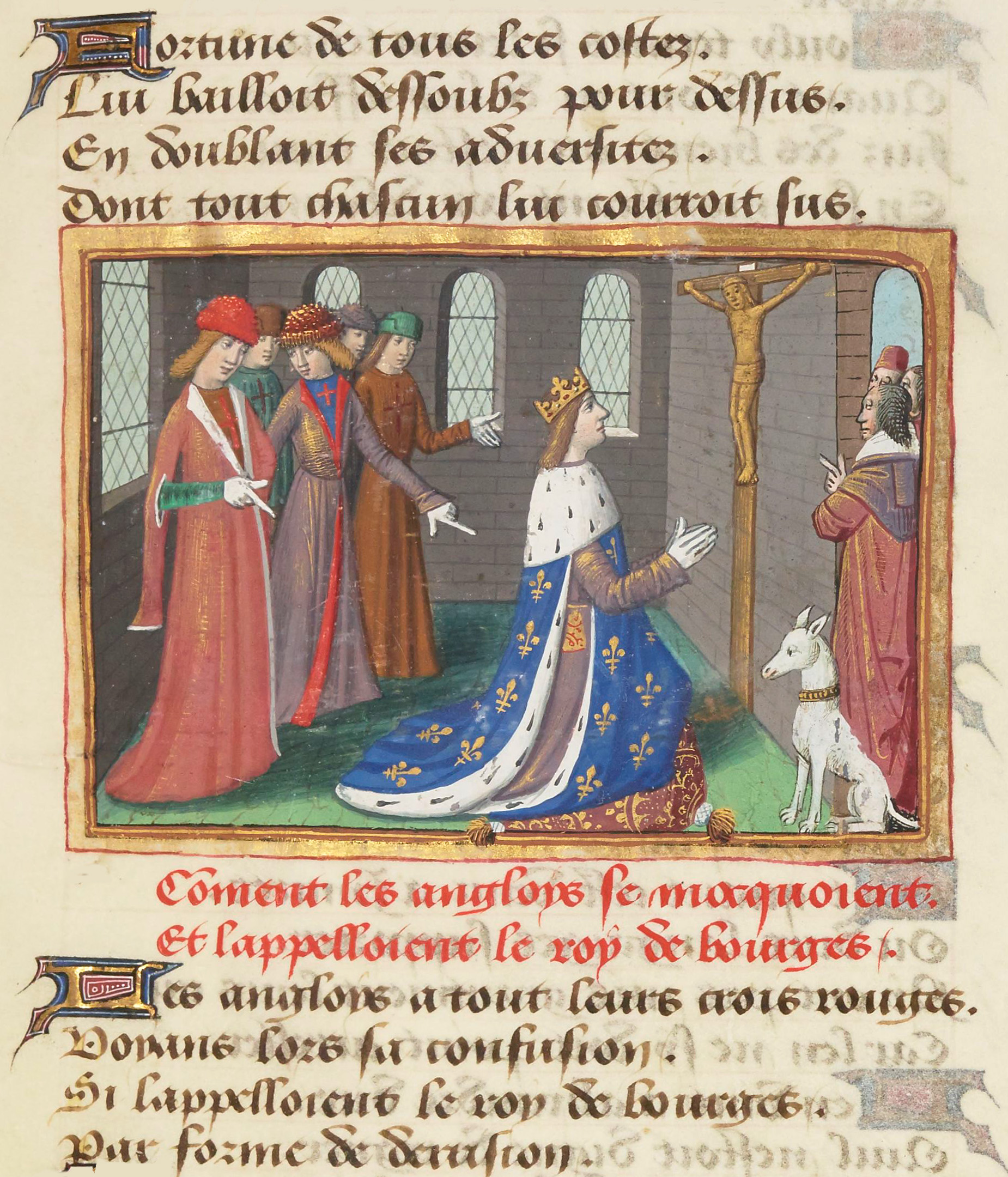
Arborant la croix rouge de saint Georges, des Anglais se moquent de Charles VII (roi de France) en l'appelant par dérision le roi de Bourges. Tout à sa prière devant un grand crucifix, le souverain ignore ses ennemis en leur tournant le dos. Enluminure du manuscrit de Martial d'Auvergne, Les Vigiles de Charles VII, BnF, département des manuscrits, ms. Français 5054,, vers 1484.

Le « royaume de Bourges », formulation dérivée du surnom péjoratif « roi de Bourges » attribué à Charles VII, est le terme pseudo-historique désignant la partie du royaume de France contrôlée par le souverain Valois durant la seconde phase de la guerre de Cent Ans, le reste du pays étant sous domination du duc de Bourgogne ou du roi d'Angleterre dans le cadre de la double monarchie franco-anglaise.
En réalité, le « royaume de Bourges » n'a jamais existé en tant que tel. Charles VII était reconnu par la moitié du royaume de France, loin du « royaume croupion » suggéré par le qualificatif censé exprimer sa faiblesse ainsi que le mépris affiché par ses adversaires. Le souverain disposait donc d'un espace bien plus important, jusque très loin à l'intérieur de la moitié méridionale du royaume. De surcroît, il résidait davantage en Touraine que dans la capitale du duché de Berry.
La construction historique de la formulation « royaume de Bourges » se développe tardivement au XIXe siècle. Bien que discutable, l'expression continue d'être employée occasionnellement par certains auteurs,.

## Histoire de la formulation dépréciative
La formule « roi de Bourges » apparaît sous la plume de Matthieu Thomassin, avocat, membre fondateur du Parlement du Dauphiné, conseiller du dauphin Louis et administrateur du Dauphiné sous le règne de Charles VII. En 1456, le futur Louis XI charge ce grand officier de composer le Registre delphinal, une histoire de la province où il est rapporté rétrospectivement que « les ennemis de [Charles VII] se truffoient et se mocquoient de lui et l'appeloient « roi de Bourges », pour ce qu'il se y estoit retraict et y faisoit le plus sa demeurance. »
Le médiéviste Xavier Hélary précise que « le surnom insultant de « roi de Bourges » est resté pour désigner Charles VII pendant les premières années de son règne, même si on ignore quelle fut sa diffusion exacte. »

## Histoire du royaume
Duc de Touraine depuis juillet 1416 avant de recevoir en apanage le duché de Berry et le comté de Poitou le 17 mai 1417, le dauphin Charles peut se replier sur les capitales ducales — Bourges, Poitiers et Tours — lorsque les Bourguignons s'emparent de Paris le 28 mai 1418. Se proclamant « régent » avant de devenir roi à la mort de son père Charles VI le 21 octobre 1422, il entreprend la reconquête du royaume à partir des provinces du centre.  

### Sources primaires
- Robert Favreau ( éd.), Poitiers, de Jean de Berry à Charles VII : registres de délibérations du corps de ville, no 1, 2 et 3 : 1412-1448, Poitiers, Société des antiquaires de l'Ouest, coll. « Archives historiques du Poitou / Registres de délibérations du corps de ville de Poitiers » (no 66 / 1), 2014, 462 p. (ISBN 978-2-916093-20-8, présentation en ligne), [présentation en ligne], [présentation en ligne], [présentation en ligne], [présentation en ligne].
- Gaston du Fresne de Beaucourt ( éd.), « 1428. Cahier de doléances des députés du Languedoc », dans Notices et documents publiés pour la Société de l'histoire de France à l'occasion du cinquantième anniversaire de sa fondation, Paris, Librairie Renouard, 1884, LVI-464 p. (lire en ligne), p. 243-252.
- Nicole Pons ( éd.), L'honneur de la Couronne de France : quatre libelles contre les Anglais (vers 1418-vers 1429), Paris, Librairie C. Klincksieck, 1990, 220 p. (ISBN 2-252-02704-5, présentation en ligne).